# Humayni
Humayni (arabisch حميني, DMG Ḥumaynī; die Etymologie ist unbekannt) ist ein im Jemen verbreitetes poetisches Genre, das eine breite Varietät von Themen abdeckt. Es bedient sich meistens einer strophischen Form und seine Sprache weicht oft von den Standardregeln der arabischen Sprache ab. Der älteste in der Literatur erwähnte Poet dieses Genres war Ibn Falīta (gest. 1331).
Humanyi wird in drei Kategorien aufgeteilt: nicht-strophisch (Qasīda) und die beiden strophischen Formen Mubayyat und Muwaschschah. Die Mubayyat sind jedoch die üblichste Form mit gemeinsamen Reimen jeweils in der 4. Strophe.